# Byrsonima niedenzuana
Byrsonima niedenzuana är en tvåhjärtbladig växtart som beskrevs av Carl Skottsberg. Byrsonima niedenzuana ingår i släktet Byrsonima och familjen Malpighiaceae. Inga underarter finns listade i Catalogue of Life.